# Antoni Pohlmann
Antoni Józef Pohlmann, także Pohlman (ur. 9 czerwca 1909 w Podhajcach, zm. 14 marca 1987 w Krakowie) – polski inżynier, wykładowca akademicki, specjalista w dziedzinie pojazdów szynowych.

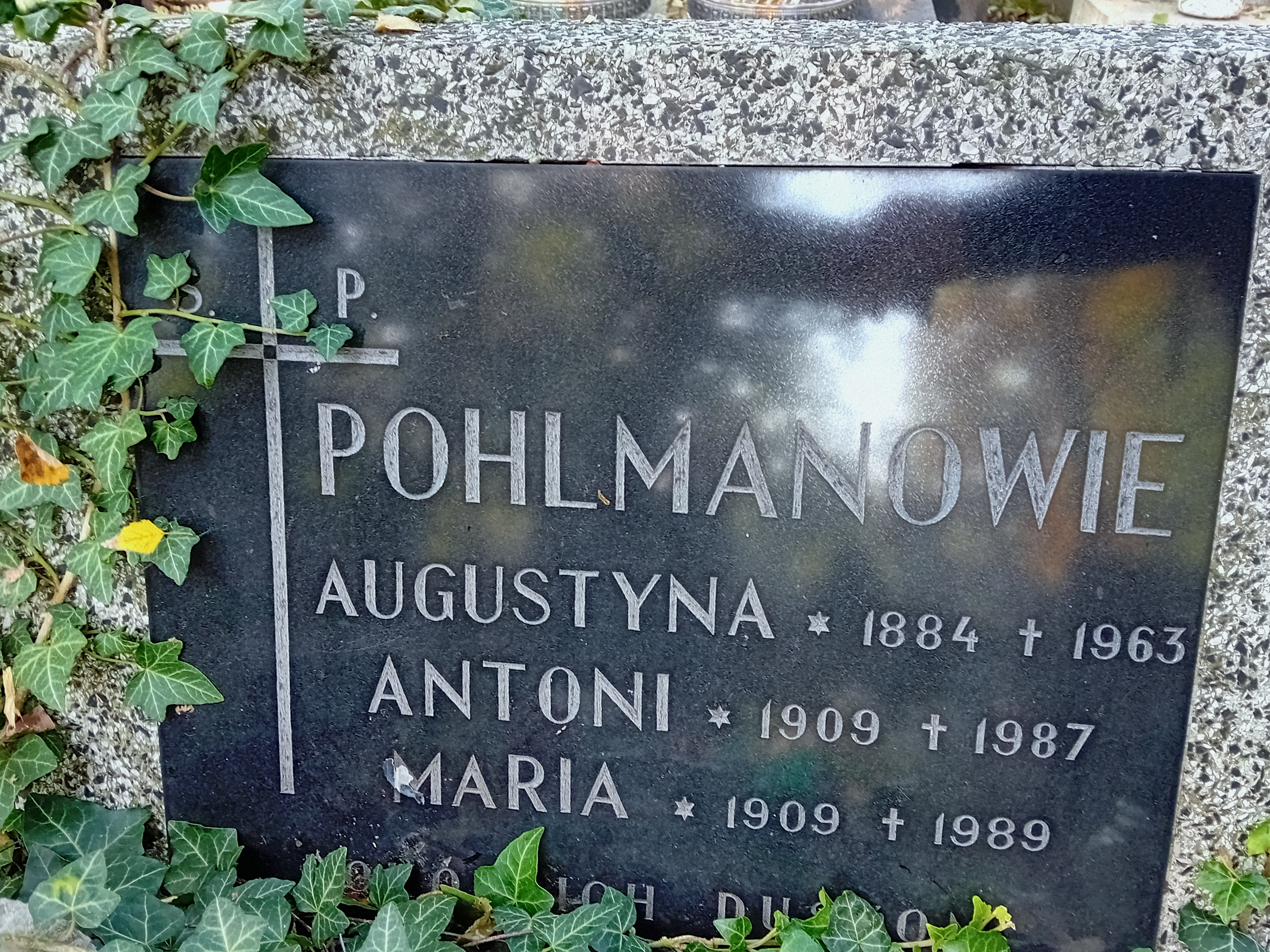
Grobowiec Antoniego Pohlmanna

## Życiorys
Antoni Pohlmann urodził się 9 czerwca 1909 w Podhajcach. Był synem Oskara Pohlmana, inżyniera budowniczego z Poznania. Miał brata Witolda Józefa (ur. 1908).
17 maja 1927 zdał egzamin dojrzałości w Państwowym Gimnazjum im. Królowej Zofii w Sanoku (w jego klasie był Stanisław Pilawski). Ukończył studia na Politechnice Lwowskiej z tytułem magistra inżyniera. Został pracownikiem naukowym na tej uczelni. Od 1938 do 1941 był asystentem w Katedrze Budowy Maszyn Kolejowych. Był zastępcą prof. Adolfa Langroda, a od 1964 kierownikiem Katedry Budowy Pojazdów Szynowych na Wydziale Mechanicznym Politechniki Krakowskiej. Później był starszym wykładowcą i kierownikiem powołanego w 1970 Zakładu Konstrukcji Pojazdów Szynowych na WM PK oraz pełnił funkcję zastępcy dyrektora Instytutu Pojazdów Szynowych. Pełnił stanowisko prodziekana. Był specjalistą w dziedzinie pojazdów szynowych. Był członkiem Stowarzyszenia Inżynierów i Techników Mechaników Polskich.
W latach 50. zamieszkiwał przy ówczesnej ulicy Bitwy pod Lenino 18. Zmarł 14 marca 1987. Został pochowany na cmentarzu Rakowickim w Krakowie 20 marca 1987.

## Odznaczenia
- Krzyż Kawalerski Orderu Odrodzenia Polski[6].
- Złoty Krzyż Zasługi[6].
- Złota odznaka SIMP[6].
- Złota odznaka NOT[6].
- Odznaczenia resortowe i regionalne[6].